# ノバト (カリフォルニア州)
ノバト（Novato）は、アメリカ合衆国カリフォルニア州のマリン郡にある都市。人口は5万3225人（2020年）。サンフランシスコ湾に面している。ソノマ・マリンエリア鉄道の駅がある。
1879年に鉄道が開通し、駅の周りに集落が形成された。1960年、法人化し「ノバト市」が誕生した。

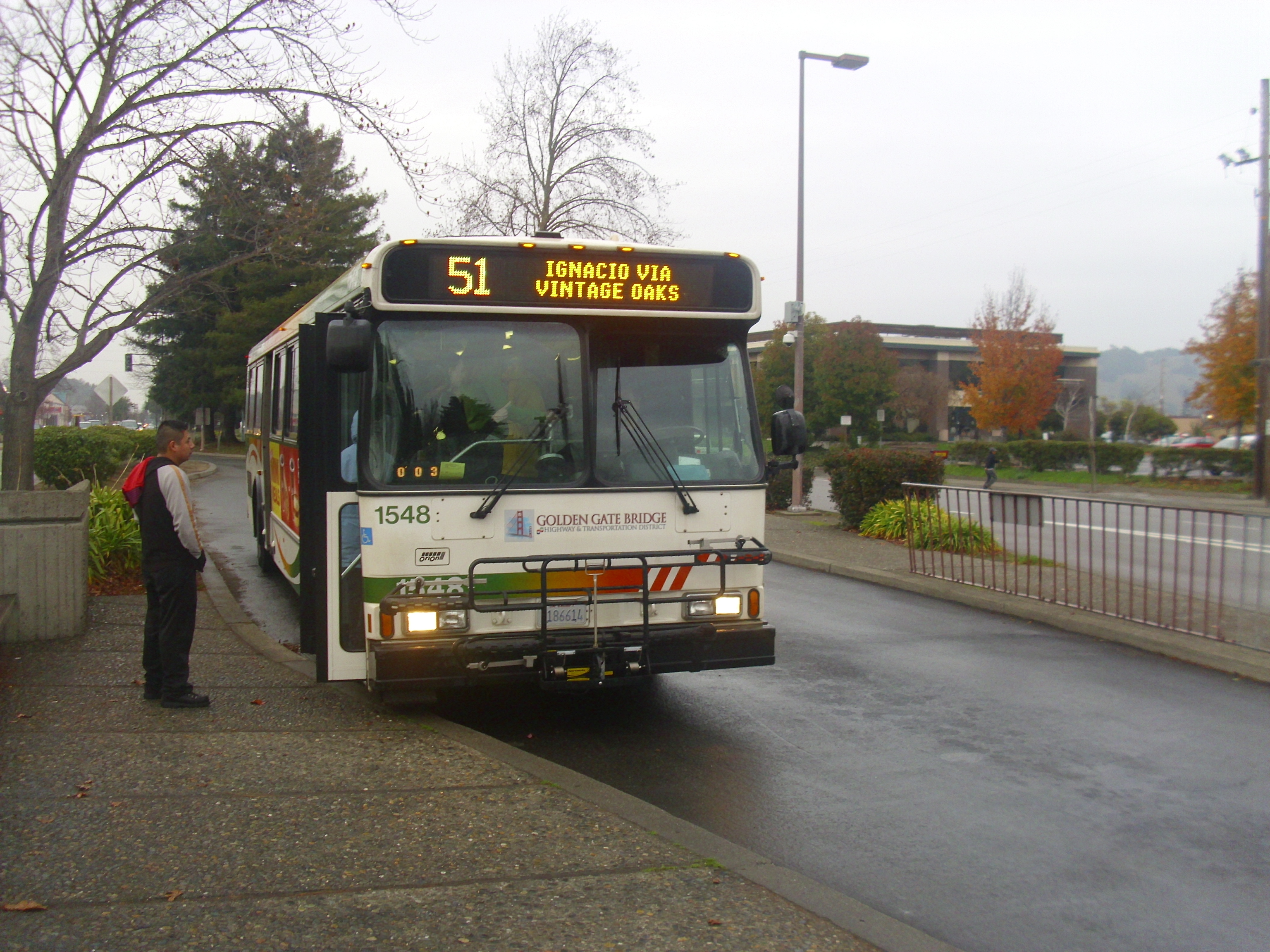
ノバトの路線バス